# کوه میچل
کوه میچل (به انگلیسی: Mount Mitchell) بلندترین قلّهٔ رشته‌کوه آپالاش و بلندترین قلهٔ آمریکای شمالی در خاور حوضه آبریز رود می‌سی‌سی‌پی است. این کوه در بلندای ۲٬۰۳۷٫۳۱ متر از سطح دریا است.